# Divič
Divič (en serbe cyrillique : Дивич) est un village de Bosnie-Herzégovine. Il est situé dans la municipalité de Zvornik et dans la république serbe de Bosnie. Selon les premiers résultats du recensement bosnien de 2013, il compte 930 habitants.

## Géographie
Divič est situé au sud de Zvornik, sur la rive gauche de la Drina.

## Démographie

### Évolution historique de la population dans la localité
| 1948 | 1953 | 1961  | 1971  | 1981  | 1991   | 2013 |
| ---- | ---- | ----- | ----- | ----- | ------ | ---- |
| 796  | 867  | 1 032 | 1 183 | 1 276 | 1 388, | 930  |

|  |